# Páramo del Sil
Páramo del Sil è un comune spagnolo di 1 664 abitanti situato nella comunità autonoma di Castiglia e León.